# Rainer W. Gerling
Rainer W. Gerling (* 1954 in Menden (Sauerland)) ist ein deutscher Physiker und Datenschutz- und IT-Sicherheitsexperte.

## Leben
Er studierte von 1974 bis 1979 Physik an der Technischen Universität Dortmund und schrieb seine Diplomarbeit bei Hellmut Keiter. 1981 schloss er seine Promotion über Rotational Motion of Molecules in Condensed Phases bei Alfred Hüller und 1986 seine Habilitation über Spin-Solitonen in Magnetischen Ketten an der Friedrich-Alexander-Universität Erlangen-Nürnberg ab. Er war bis 1993 Wissenschaftlicher Assistent und Privatdozent an der Universität Erlangen-Nürnberg. Seit 2003 ist Gerling Honorarprofessor für IT-Sicherheit an der Hochschule für angewandte Wissenschaften München.
Von 1993 bis 2013 war Gerling Datenschutzbeauftragter und von 2006 bis 2020 IT-Sicherheitsbeauftragter der Max-Planck-Gesellschaft. Er ist Mitbegründer und war von 2008 bis 2020 Vorsitzender des Arbeitskreises Informationssicherheit der deutschen Forschungseinrichtungen (AKIF). 
Gerling war von 2011 bis 2020 Mitglied des Verwaltungsrats des Vereins zur Förderung eines Deutschen Forschungsnetzes e. V. (DFN-Verein).
Seit 2012 ist Gerling stellvertretender Vorsitzender der Gesellschaft für Datenschutz und Datensicherheit (GDD).

## Schriften (Auswahl)
- mit Sebastian R. Gerling: IT-Sicherheit für Dummies Weinheim 2022, ISBN 978-3-527-71852-8.
- mit Sebastian R. Gerling, Stefan Hessel und Ronald Petrlic: Stand der Technik bei Videokonferenzen - und die Interpretation der Aufsichtsbehörden. In DuD 2020, 740-747.
- mit Sebastian R. Gerling: Das ”Recht auf Vergessenwerden“: eine technische Utopie? in Martin Schmidt-Kessel und Carmen Langhanke (Hrsg.), Datenschutz als Verbraucherschutz, Jena 2016, ISBN 978-3-938057-36-0.
- Datenschutz in der Forschung in Alexander Roßnagel (Hrsg.): Handbuch des Datenschutzrechts München 2003, ISBN 3-930241-51-X:.
- Verschlüsselung im betrieblichen Einsatz, Frechen 2000, ISBN 978-3-89577-139-2.